# محمد نصر الدين علام
محمد نصر الدين علام من مواليد 22 ديسمبر 1952 وشغل منصب وزير الموارد المائية والري المصري منذ 15 مارس م2009 وحتي 30 يناير 2011م. وكان قبل توليه الوزارة، أستاذ ورئيس قسم الري والهيدروليكا بجامعة القاهرة، وهو عضو مجلس وزراء شئون المياه في دول حوض النيل.

## مؤهلاته العلمية
- تخرج من جامعة القاهرة قسم الهندسة المدنية عام 1975 .
- حصل على الماجستير من معهد ماساتشوستس للتكنولوجيا بالولايات المتحدة الأمريكية عام 1980 في «التخطيط وشبكات الصرف الصحي».
- حصل على الدكتوراه من معهد ماساتشوستس للتكنولوجيا بالولايات المتحدة الأمريكية عام 1982 في «التخطيط وشبكات الصرف الصحي».

## خبراته العملية[1]
- معيد بقسم الرى والهيدروليكا- كلية الهندسة- جامعة القاهرة من 1975 إلي 1978 .
- مدرس بكلية الهندسة – جامعة القاهرة من 1983 إلي 1984 .
- أستاذ مساعد بجامعة الملك عبد العزيز بالمملكة العربية السعودية من1984 إلي 1990 .
- أستاذ مساعد قسم الرى والهيدروليكا بكلية الهندسة جامعة القاهرة في 1990 .
- مستشار إدارة مشاريع الرى والصرف من 1990 إلي 1992 .
- مستشار بوزارة موارد المياه بسلطنة عمان من1992 إلي 1995 .
- أستاذ هندسة الرى والصرف- كلية الهندسة- جامعة القاهرة في 1995 .
- مدير مشروع السياسات المائية من 1997 إلي 1998 .
- رئيس مجلس قسم الرى والهيدروليكا بكلية الهندسة جامعة القاهرة من 1998 إلي 2009 .
- وزيراً للموارد المائية والري خلال الفترة من 11 مارس 2009 حتي 30 يناير 2011 .

## أعماله
- ساهم وقاد عدد من الأساتذة والباحثين في المشروع البحثي مصر 2020 ، ونتج عنه عدد من المؤلفات التي تهتم بمجالات البيئة والمياه في مصر.
- أشرف على وساهم في عدد من المشروعات البحثية بمصر والسعودية.
- شارك في العديد من المؤتمرات الدولية والمحلية.
- شغل مناصب عدة في كثير من الهيئات والجمعيات العلمية بالداخل والخارج.
- له مؤلفات وأبحاث علمية في الري والصرف.
- حصل علي العديد من الجوائز وشهادات التقدير